# 구글 플레이 에디션

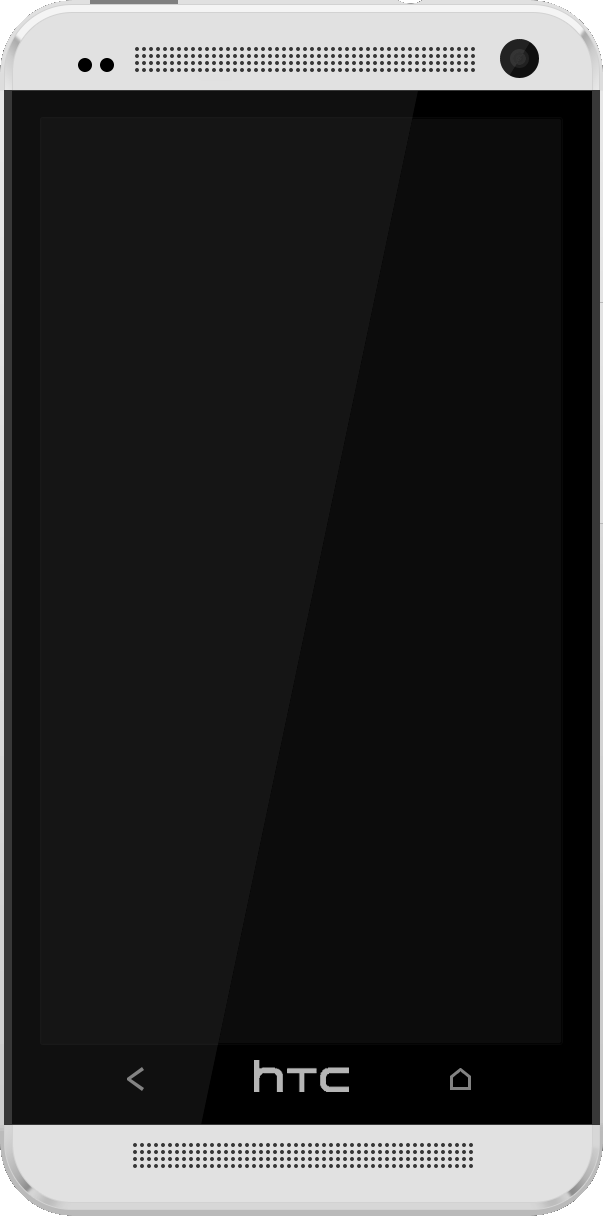
구글 플레이 에디션

구글 플레이 에디션(Google Play Edition) 또는 구글 에디션(Google Edition)은 구글에서 정한 하드웨어 제조사가 만든 안드로이드 기기에 자사의 홀로 UI를 사용하는 시리즈이다. 제조사와 통신사의 소프트웨어는 모두 제거되고 안드로이드와 구글 소프트웨어만 탑재된다.

## 휴대전화

### HTC One 구글 에디션
'HTC One 구글 에디션'은 HTC가 제조하였으며, 안드로이드 4.2.2 젤리빈을 탑재하여 출시되었다.

### 갤럭시 S4 구글 에디션
'갤럭시 S4 구글 에디션'은 삼성전자가 제조하였으며, 안드로이드 4.2.2 젤리빈을 탑재하여 출시되었다.

### Z 울트라 구글 에디션
'Z 울트라 구글 에디션'은 소니 모바일 커뮤니케이션즈가 제조하였으며, 안드로이드 4.4 킷캣을 탑재하여 출시되었다.
특이사항으로는 제품명에서 엑스페리아가 제외된다.

### 모토 G 구글 에디션
'모토 G 구글 에디션'은 모토로라 모빌리티가 제조하였으며, 안드로이드 4.4.2 킷캣을 탑재하여 출시되었다.

### HTC 원 M8 구글 에디션
'HTC 원 M8 구글 에디션'은 HTC가 제조하였으며, 안드로이드 4.4.2 킷캣을 탑재하여 출시되었다.

## 태블릿

### G Pad 8.3 구글 에디션
'G 패드 8.3 구글 에디션'은 LG전자가 제조하였으며, 안드로이드 4.4 킷캣을 탑재하여 출시되었다.

## 특수 기능

### 모토로라 줌
'모토로라 줌'은 모토로라 특허리티에서 제조한 기기로서, 구글에게 안드로이드 태블릿으로 나아가는 첫번째 구상을 안드로이드 3.0 허니콤을 탑재하여 도와주었다.

### 모토로라 모토 X
'모토 X 구글 에디션'은 모토로라 모빌리티가 제조할 예정인 기기로서, 구글은 공식적으로 '모토 X'의 구글에디션이 곧 판매된다고 언급하였다. 하지만 모토 G가 대신 출시되며 출시가 무산되었다.

## 같이 보기
- 구글 넥서스